# Regne de Hannover
El Regne de Hannover fou una entitat sobirana de l'Alemanya septentrional al llarg dels segles xviii i xix. El seu centre principal era la ciutat de Hannover de qui agafà el nom.

## Història
El Principat de Callenberg, una divisió territorial del Ducat de Brunsvic-Lüneburg, fou creat l'any 1432 com a ens sobirà. La divisió dels territoris entre els diferents fills del sobirà era una pràctica habitual al Sacre Imperi Romanogermànic i en trobem exemples paradigmàtics a Saxònia.
Des de l'any 1584 i fins a l'any 1632, Callenberg formà part del Ducat de Brunsvic-Wolfenbüttel i posteriorment adquirí de nou la independència sota el nom de Ducat de Hannover. L'any 1692 el territori hannoverià adquirí el rang d'electorat.
L'Electorat de Hannover, creat l'any 1692, tenia el privilegi de ser un dels territoris, junt amb Prússia, Bohèmia, el Palatinat, Saxònia, l'Arquebisbat de Magúncia, l'Arquebisbat de Treveris i l'Arquebisbat de Colonia, d'elegir el cap del Sacre Imperi Romanogermànic.

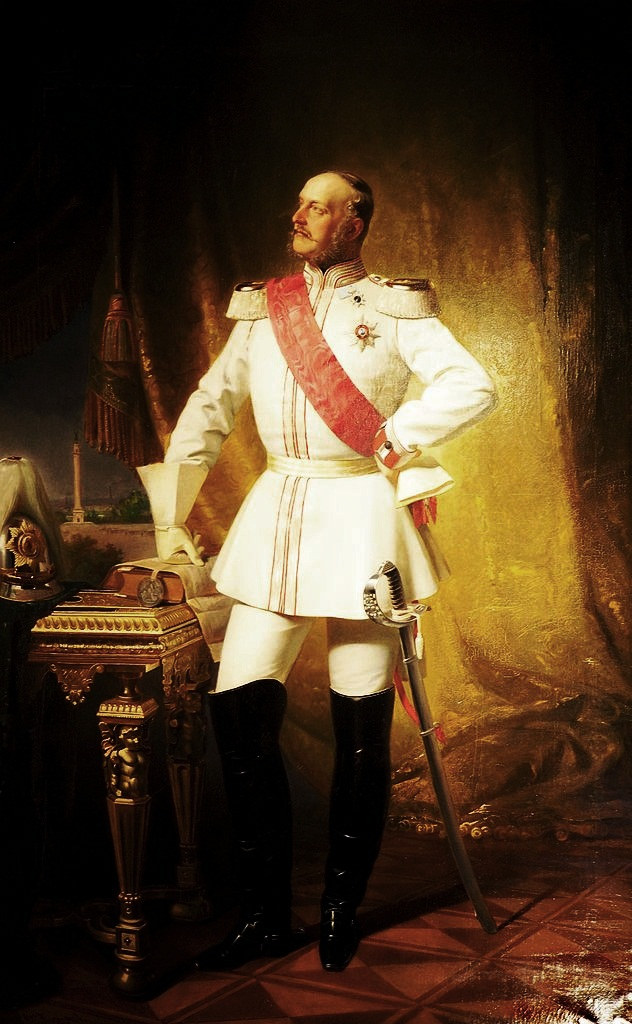
El rei Jordi V de Hannover

Arran de la mort de la reina Anna I de la Gran Bretanya, l'elector de Hannover esdevingué rei de la Gran Bretanya sota el nom de Jordi I de la Gran Bretanya. Des d'aquest moment i fins al 1837 els interessos de Hannover i de la Gran Bretanya caminaren conjuntament sota una única dinastia. Ara bé, el Parlament anglès s'assegurà que cap soldat anglès fos emprat per defensar els interessos de l'Electorat.
Al llarg del segle xviii la influència de la casa de Hannover cresqué a Alemanya. L'any 1705 rebé el Principat de Lüneburg i l'any 1719 els territoris suecs de Bremen i Verden.
L'estiu de 1757, els francesos de Louis Charles César Le Tellier van envair Hannover i van derrotar el príncep Guillem August de Cumberland a la batalla d'Hastenbeck, que va capitular el 18 de setembre per la Convenció de Kloster-Zeven, no reconeguda per Jordi II del Regne Unit i l'any següent l'exèrcit britànic, recolzat per tropes de Brandenburg-Prússia, Hesse-Kassel i el Principat ducal de Brunswick i Lunenburg (Wolfenbüttel) va tornar a expulsar els ocupants. Finalment, l'any 1803 arran de la secularització de territoris rebé el Principat-Bisbat d'Osnabrück.
L'any 1803 l'Electorat fou ocupat per l'Imperi Francès que la incorporà al Regne de Westfàlia des de 1807. L'exèrcit de Hannover fou dissolt però molts soldats emigraren al Regne Unit on es creà una divisió hannoveriana a l'Exèrcit britànic. L'any 1813 els russos van encerclar Kassel dissolent el Regne de Westfàlia com a resultat de la batalla de Leipzig, i l'Electorat fou restaurat, sent elevat a la categoria de Reialme l'any 1814 al Congrés de Viena. A més a més, l'Electorat augmentà considerablement en territori adquirint el Bisbat de Hildesheim, la Frísia Oriental, la part septrentional del Bisbat de Münster i part del Comtat de Lingen.
L'any 1837 amb l'accés al tron britànic de la reina Victòria I del Regne Unit i arran del manteniment de la Llei Sàlica al territori de Hannover, per primera vegada en més de cent anys Hannover tenia un rei diferent d'Anglaterra. El primer rei d'aquesta etapa és Ernest August I de Hannover, duc de Cumberland i oncle de Victòria I.
Hannover recolzà a l'Imperi austríac en el marc de la Guerra austroprussiana. La victòria prussiana significà l'annexió de Hannover a Prússia l'any 1866. Altres territoris que patiren la mateixa sort que Hannover foren el Landgravinat de Hessen-Kassel o la ciutat de Frankfurt. Des de 1866 i fins a 1918 fou una província prussiana i l'any 1946 fou incorporat al land de Baixa Saxònia de nova creació i amb capital a Hannover.

## Caps d'estat
- Electorat de Hannover: Ernest August I de Hannover (1692 - 1698).
- Electorat de Hannover i Reis de la Gran Bretanya:
  - Jordi I de la Gran Bretanya (1698 - 1727).
  - Jordi II de la Gran Bretanya (1727 - 1760).
  - Jordi III del Regne Unit (1760 - 1803).
- Reis de Hannover i Reis de la Gran Bretanya:
  - Jordi III del Regne Unit (1813 - 1820).
  - Jordi IV del Regne Unit (1820 - 1830).
  - Guillem IV del Regne Unit (1830 - 1837).
- Reis de Hannover:
  - Ernest August I de Hannover (1837 - 1851).
  - Jordi V de Hannover (1851 - 1866).
- Caps de la Casa Reial de Hannover:
  - Jordi V de Hannover (1866 - 1878).
  - Ernest August de Hannover (1878 - 1913).
  - Enrest August de Hannover (1913 - 1953).
  - Ernest August de Hannover (1953 - 1987).
  - Ernest August de Hannover (1987)